# Siegbert Horn
Siegbert Horn (Hartmannsdorf, RDA, 11 de mayo de 1950-Elsterwerda, 9 de agosto de 2016) fue un deportista de la RDA que compitió en piragüismo en la modalidad de eslalon.
Participó en los Juegos Olímpicos de Múnich 1972, obteniendo una medalla de oro en la prueba de K1. Ganó seis medallas en el Campeonato Mundial de Piragüismo en Eslalon entre los años 1971 y 1975.

## Palmarés internacional
| Juegos Olímpicos   | Juegos Olímpicos    | Juegos Olímpicos  | Juegos Olímpicos |
| Año                | Lugar               | Medalla           | Competición      |
| ------------------ | ------------------- | ----------------- | ---------------- |
| 1972               | Múnich (RFA)        | Medalla de oro    | K1 individual    |
| Campeonato Mundial |                     |                   |                  |
| Año                | Lugar               | Medalla           | Competición      |
| 1971               | Merano (Italia)     | Medalla de oro    | K1 individual    |
| 1971               | Merano (Italia)     | Medalla de plata  | K1 por equipos   |
| 1973               | Muotathal (Suiza)   | Medalla de oro    | K1 por equipos   |
| 1973               | Muotathal (Suiza)   | Medalla de plata  | K1 individual    |
| 1975               | Skopie (Yugoslavia) | Medalla de oro    | K1 individual    |
| 1975               | Skopie (Yugoslavia) | Medalla de bronce | K1 por equipos   |